# Malcolm Bruce
Malcolm Gray Bruce (né le 7 novembre 1944) est un homme politique libéral démocrate britannique.
Il est député de Gordon de 1983 à 2015 et président du Comité spécial du développement international de 2005 à 2015 . Il est chef adjoint des libéraux démocrates à partir du 28 janvier 2014. Il est créé pair à vie dans les distinctions honorifiques de dissolution 2015 . Il est également président des libéraux démocrates écossais jusqu'à ce qu'il soit remplacé par la conseillère Eileen McCartin à partir du 1er janvier 2016.

## Jeunesse
Bruce est né à Birkenhead et fait ses études au Wrekin College dans le Shropshire, en Angleterre, avant d'étudier au Queen's College (maintenant l'Université de Dundee) à l'Université de St Andrews où il obtient un diplôme en économie et en sciences politiques, et à l'Université de Strathclyde  où il obtient un deuxième diplôme en marketing. Il est journaliste stagiaire au Liverpool Post pendant un an à partir de 1966 avant de devenir acheteur avec le Boots Group en 1967. Après un bref passage chez A. Goldberg & Son, il est nommé en 1971 comme agent de recherche et d'information auprès de la North East Scotland Development Agency. Il se présente à North Angus et Mearns pour le Parti libéral aux élections générales d'octobre 1974, mais est battu par le député conservateur et unioniste Alick Buchanan-Smith avec une majorité de 2 551 voix.

## Carrière
Bruce est élu vice-président du Parti libéral écossais en 1975, la même année, il devient administrateur de la Noroil Publishing House. Il se présente de nouveau au Parlement aux élections générales de 1979 pour le siège de West Aberdeenshire et est de nouveau battu par un député conservateur et unioniste en exercice, cette fois par Russell Fairgrieve par 2 766 voix. Bruce devient le rédacteur en chef de l'Aberdeen Petroleum Press en 1981 jusqu'à son élection au poste de député de Gordon en 1983.
Il est admis au barreau du Gray's Inn en 1995.

## Député
Bruce se présente au parlement pour la troisième fois au siège nouvellement créé de Gordon, basé en grande partie sur l'ancien Aberdeenshire West. Fairgrieve prend sa retraite et, aux élections générales de 1983, il est élu avec une majorité de seulement 850 voix, et occupe le siège pendant trente-deux ans.
Lorsqu'il est élu au parlement, Bruce siège au comité spécial des affaires écossaises et, en 1986, est nommé par David Steel comme porte-parole sur l'énergie et l'Écosse. Il est également recteur de l'Université de Dundee en 1986 pendant trois ans. Après les élections générales de 1987, au cours desquelles la majorité de Bruce passe à 9 519 voix, il est brièvement porte-parole sur l'éducation, avant de passer au commerce et à l'industrie plus tard en 1987. Après la fusion du Parti libéral et du Parti social-démocrate et la formation des libéraux-démocrates, il devient le porte-parole de l'énergie du nouveau parti et en même temps devient le chef des libéraux démocrates écossais sous la nouvelle direction de Paddy Ashdown. En 1989, il est nommé porte-parole de l'environnement, avant d'avoir le portefeuille de l'Écosse après 1990.
Après l'élection générale de 1992, au cours de laquelle il remporte de justesse Gordon par seulement 274 voix, il redevient le porte-parole du commerce et de l'industrie. En 1994, il est le porte-parole du Trésor. En tant que porte-parole du Trésor, c'est Bruce qui développe l'idée d'un «sou sur l'impôt sur le revenu». Aux élections générales de 1997, la majorité de Bruce est de 6 997 voix. Les libéraux démocrates comptent 46 députés, plus qu'ils n'en ont depuis avant les années 1920. Paddy Ashdown créé un nouveau Cabinet fantôme et Bruce devient le chancelier fantôme libéral démocrate de l'Échiquier. Quand Ashdown démissionne en 1999, il se présente à la direction du parti mais arrive à la troisième place. En 1999, sous la nouvelle direction de Charles Kennedy, il devient le président des démocrates libéraux jusqu'en 2001, et de 2000 à 2015 est le président des démocrates libéraux écossais.
Bruce remporte Gordon pour la cinquième fois consécutive aux élections générales de 2001 avec une majorité toujours croissante de 7 879 voix. À la suite de sa réélection, Bruce devient le secrétaire d'État fantôme libéral démocrate à l'environnement, à l'alimentation et aux affaires rurales, et le secrétaire d'État fantôme au commerce et à l'industrie en 2003. Il quitte le gouvernement fantôme à la suite des élections générales de 2005, où il est réélu avec sa majorité la plus élevée à ce jour à 11 026 voix. Il est président du Comité spécial du développement international de 2005 à 2015, examinant les travaux du Département du développement international.
Il est nommé membre du Conseil privé le 19 juillet 2006. Il est fait chevalier dans les honneurs d'anniversaire de 2012 pour le service public et politique.
Le 2 septembre 2013, il annonce qu'il ne solliciterait pas sa réélection en tant que député aux élections générales de 2015. Il est nommé pair à vie dans les distinctions honorifiques de dissolution de 2015 et est créé baron Bruce de Bennachie, de Torphins dans le comté d'Aberdeen le 19 octobre.

## Vie privée
Il épouse Veronica Jane Wilson en 1969 et ils ont un fils et une fille, avant de divorcer en 1992. Bruce se remarie en 1998, à Rosemary Vetterlein, une militante Lib Dem et candidate parlementaire  qui se présente à Beckenham sans succès en 1997.
Lord et Lady Bruce ont deux filles et un fils ensemble. Bruce s'intéresse vivement aux problèmes des sourds ; un de ses enfants est sourd .